# Liberate Hong Kong
Liberate Hong Kong là tựa game mô phỏng góc nhìn thứ ba một người chơi đồ họa 3D được những người biểu tình Hồng Kông phát triển trong các cuộc biểu tình ở Hồng Kông năm 2019–2020. Trò chơi mô phỏng môi trường biểu tình ở Hồng Kông, và nhân vật chính là một người biểu tình không có vũ khí và không có tên tuổi. Game được phát hành cho Microsoft Windows và Mac OS vào tháng 11 năm 2019 và hỗ trợ các thiết bị thực tế ảo như Oculus Rift và HTC Vive.

## Lối chơi
Trong game, cảnh sát tấn công những người biểu tình bằng nhiều loại vũ khí, nhưng phe biểu tình hoàn toàn không có vũ khí nên không thể bắn trả lại được. Người chơi sẽ hóa thân vào vai một trong những người biểu tình phải né tránh các cuộc tấn công của cảnh sát và tiếp tục phản đối mà không để bị bắt. Trò chơi không kết thúc cho đến khi người chơi bị cảnh sát bắt giữ hoặc bắn chết.

## Kiểm duyệt trên Steam
Tháng 6 năm 2018, Steam, nền tảng phân phối trò chơi, đã tuyên bố rằng họ sẽ ngừng kiểm duyệt những tựa game kiểu này vì điều đó không bất hợp pháp hoặc hàm ý troll. Tuy vậy, vẫn có những cáo buộc về kiểm duyệt chính trị của Steam. Vào tháng 12 năm 2019, nhóm phát triển Liberate Hong Kong đã viết một bức thư ngỏ tới Steam, tố cáo công ty này kiểm duyệt tựa game của họ mà không đưa ra bất kỳ lý do nào cả.